# Mariánský sloup (Soběslav)
Mariánský sloup v Soběslavi v okrese Tábor v Jihočeském kraji je barokní stavba z roku 1713, kdy celé Čechy včetně Soběslavi postihla silná epidemie moru. Od roku 1963 je tento sloup chráněn jako kulturní památka a od listopadu 1990 je i součástí památkové zóny Soběslav.

## Popis
Sloup se nachází v historickém centru na náměstí Republiky poblíž místní Kamenné kašny v Soběslavi. Na sloupu s korintskou hlavicí stojí pozlacená kamenná socha Panny Marie se sepnutýma rukama. Na podstavci sloupu je datace MDCCXIII.

## Pověst
Traduje se, že sloup nechal postavit městský primátor v roce 1713 během morové epidemie, když mu neznámá stařena poradila, že Panna Marie dokáže uzdravit jeho nemocného syna.

## Galerie

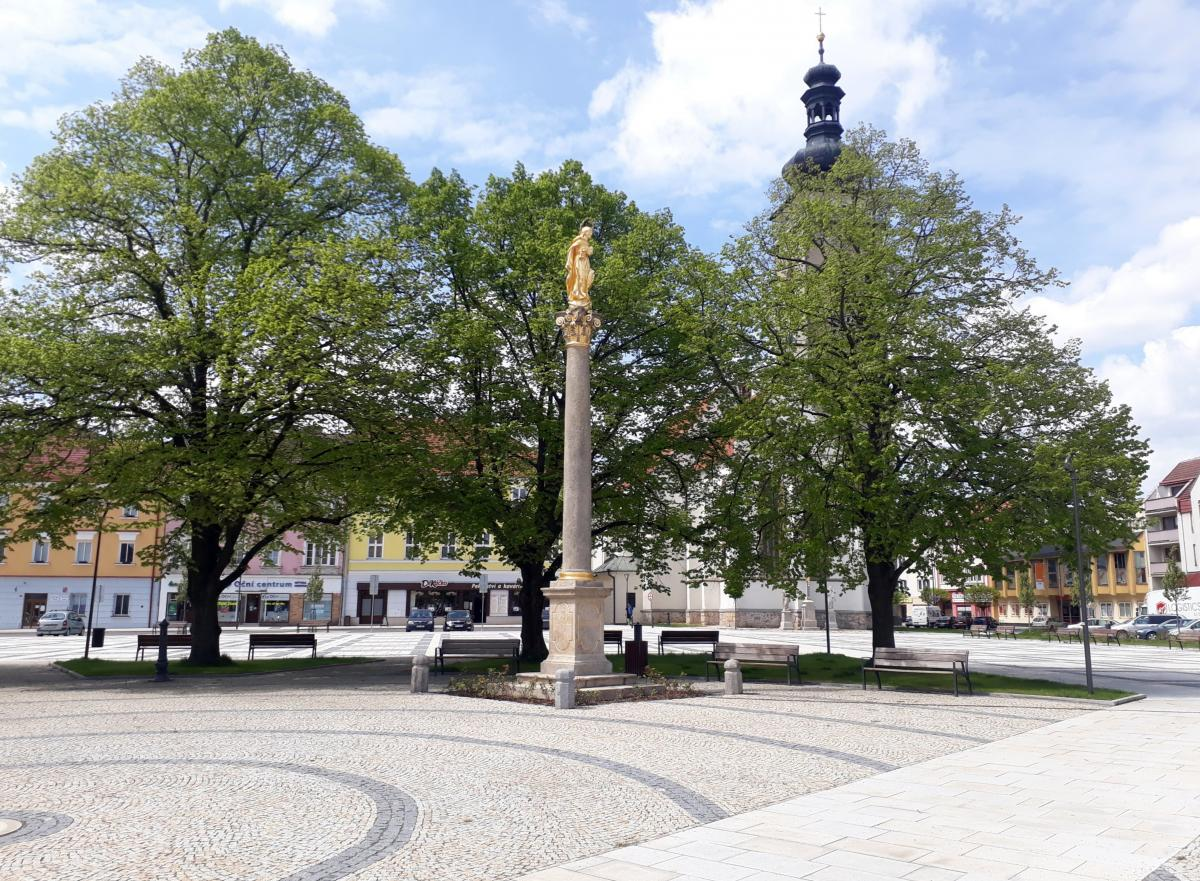
Pohled na náměstí se sloupem
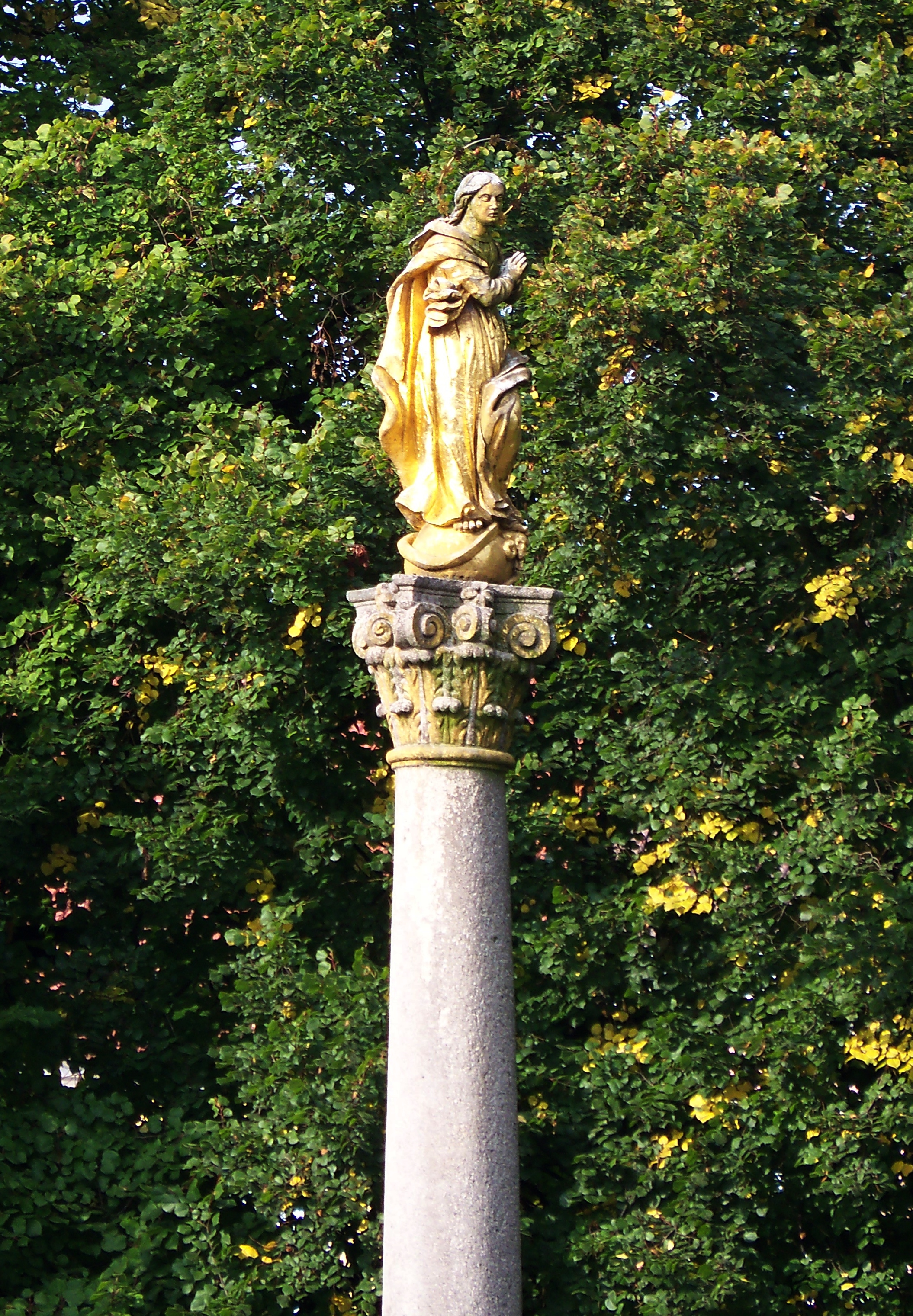
Detail